# Suzete Montalvão
Suzete Montalvão, född 17 februari 1965, är en friidrottare från Brasilien. Hon deltog vid olympiska sommarspelen 1988.